# テトリスの派生ゲームの一覧
テトリスの派生ゲームの一覧は1984年にアレクセイ・パジトノフらによって開発された『テトリス』から派生したゲームを一覧したもの。

## 日本で登場したテトリス系ゲーム

### 1980年代
1988年11月18日『テトリス』 PC-8801シリーズ、PC-88VAシリーズ、PC-9801シリーズ、X68000、X1/X1TURBOシリーズ、MSX2、FMR-50/M500、FM77AVシリーズ：BPS
日本での発売はPC版各機種からスタート。全機種版が同日一斉発売された。
1988年12月上旬『テトリス』 アーケード（セガ・システム16基板）
セガ・エンタープライゼス（現・株式会社セガ）
（2015年3月～2020年3月まではセガ・インタラクティブ。以下同様）
持久モードのみ。2人同時プレイが可能だが、対戦ではなく持久モードを各プレイヤーが独立してプレイする。現在の『テトリス』系ゲームの操作法（レバーの下で徐々に落下、ボタンでテトリミノを回転）とルール（回転入れや、接地から固定までの遊び時間の存在）がここで確立し、多くのバージョンの雛形になっている。段差落ちを繰り返して時間的余裕を作りながらテトリミノを回転させるなどのテクニックも開発されていった。
日本での流行の火付け役となったのは前述のファミコン版ではなくこのセガのアーケード版で、特に「セガテトリス」と呼ばれることも多い。基板の取扱説明書によると、20分間以上の遊戯を行った場合に発動する意図的に気づかれないよう一部の操作を無視する擬似操作ミスモードのディップスイッチ設定もあった。
当時は基板の生産が追いつかず、システム16の前期型基板や、SYSTEM-E基板、さらに異例のことではあるがタイトー系ロケーション専用として、タイトー製基板へのライセンス貸与（移植）が行われ、様々なタイトルの基板が『テトリス』に改造された。タイトー版においても幾つかのバージョンが存在し、グラフィックはセガ製システム16版と同じだが、「テトリミノ出現時に回転ボタンを押しっ放しにしておくと必ず1/4回転する」「音楽の実装に差異がある」など、オリジナルの再現性は低め。
RAMをバックアップしている電池が切れている基板では、電源投入時、および、テストモードに入ることによって乱数が一定の値で初期化されるため、これらの操作を行うと直後のテトリミノの出現順が常に同じになる（以後、1000テトリミノでループする）。
基板の動作クロックを変更し、全体の速度を1.5倍速などに高速化したものが一部ロケーションで稼動していた。これはマニアが改造したもので正規品ではない。また、シンクロ連射装置のみが接続されたボタンを取り付け、通常の回転ボタンと合わせて押すことにより高速にテトリミノを回転させる（高レベル下で積み上がった際テトリミノを適切な回数回転させたり、あるいは回転入れを的確に行ったりする目的で使用する）よう工夫を行なっていたロケーションも存在する。
1988年12月22日 『テトリス』 ファミリーコンピュータ：BPS
PC版各機種から一カ月遅れで、ファミコン移植版が発売された。販売本数は約181万本。日本のみで発売され、欧米のNESでは任天堂から別内容の『TETRIS』が発売された。ステージクリア型のモードのみとなっており、持久モードはない。フィールドにブロックの断片が隙間だらけの状態で配置されたところ（レベルが上がれば上がるほど、その高さも上がるようになっている）からゲームが開始され、25ライン消すとステージクリアとなる。ステージをクリアすると、それまでのフィールドにあったブロックが一旦消去され、次のステージが始まる。得点はステージクリアするか、ブロックが上まで積み上がると精算される。ブロックが上まで積み上がってしまうとライフを1つ失い、3つのライフが全て無くなるとゲームオーバー。この「25ライン消すとステージクリア」となるシステムは、以後任天堂機種での『テトリス』系ゲームに1つのモードとして搭載されている。
ファミコン版の操作系はほぼ同時期に発売されたアーケード版とは大きく異なり、「十字キーの下を押すと左回転、Aボタンを押すと一瞬で落下+固定（現在のハードドロップに相当）」というもので、大ヒットはしたもののアクションゲーマーなどにはアーケード版に比べて評判が悪かった。
初期落下速度がとても遅く、低次面においては思考時間を長く取れるため、いわゆるセガテトリス以降の版と比べれば比較的初心者に向いていると言える。ただし、接地の遊び時間が無かったり、一面あたりのノルマが25ラインだったりと、手先のテクニックに頼るプレイよりはより慎重に思考するプレイが要求されるなど、セガテトリス以降には無い独特のシビアさも存在する。また、テトリミノの出現時の向きがランダムである。
発売当時、NHK衛星第2放送で対戦番組が放送され、アレクセイ・パジトノフもゲストとして呼ばれていた。
BGMはタイトル画面では「コロブチカ」で、プレイ時には「トロイカ」や「カリンカ」などを選択でき、また各ラウンドのフィナーレでは「カチューシャ」が使われる。
1989年6月14日 『テトリス』 ゲームボーイ：任天堂
販売本数約424万本で、ゲームボーイ用ソフト単体の史上売上とパズルゲームとしての売り上げ第1位。ゲームボーイ最初期の普及に大きく貢献した。通信ケーブルで接続により対戦が可能。30ラインを先に消すか、相手が天井まで積み上がれば勝利。4勝先取制。対戦モードの搭載はテトリス史上初で、ラインを消すことで相手のブロックをせり上げる対戦のルールはここで確立した。通信対戦ではマリオとルイージが登場する。開発にはBPSも携わっており、ブロックや画面のデザインはBPSのファミコン版に準じているが、システムの細部はファミコン版より米NESの任天堂版に近い。1人用モードはNES版と同じくスコアを稼ぐ持久モードのTYPE-Aと、25ライン消すとステージクリアとなるTYPE-Bを搭載。
AタイプのBGMが「メヌエット」（オリジナル）の初期バージョンと、「コロブチカ」の後期バージョンが存在し、前者は希少価値が高い。なお、通信対戦の際の互換性に影響はない。また各ラウンドのフィナーレBGMは、チャイコフスキー作曲「くるみ割り人形」の「トレパック」が使われる。最大難易度の9-5をクリアするとロケットが発射されるという、ソ連のイメージを盛り込んだエンディング的なシーンが流れる。
2011年12月28日から2014年12月31日までニンテンドー3DSのバーチャルコンソールで配信。テトリスシリーズの配信は初。後期バージョンを再現している。
『大乱闘スマッシュブラザーズX』、『大乱闘スマッシュブラザーズ for Wii U』では同作のアレンジBGMが収録されており、タイプAは後期バージョンのほうのアレンジとなっている。A、B共にBGM自体はテトリスカンパニーに著作権が帰属していないが、サウンドテストでは両方に「Courtesy of The Tetris Company」の表記がなされている。
1989年7月28日 『フラッシュポイント』 アーケード（セガ・システム16基板）：セガ
セガ製作「テトリス」第2弾。ステージクリア型に変更されたがBPS版とは異なり、ある一定の形状にブロックが積み上がった状態からステージが始まり、点滅するブロック（フラッシュポイント）を全て消すことがステージクリアの条件である。

### 1990年代
1990年 『ブロクシード』 アーケード（セガ・システム18基板）：セガ
セガ製作「テトリス」第3弾。持久モードのルールに戻ったが、2人同時プレイの他に対戦モードが可能となった。対戦モードはゲームボーイ版の内容を踏襲。1人および2人同時プレイでは一定時間経過するとブロックが下から1段せり上がるようになり、プレイ後半では素早い操作が要求される。一方、新たなフィーチャーとしてパワーブロックが登場。これを消すとプレイヤーの手助けとなるアイテムが使用できる。
1991年12月13日 『テトリス2+ボンブリス』 ファミコン：BPS
爆弾を使ったテトリスのアレンジルール「ボンブリス」とのカップリング作品。ファミコン版第1作から操作系が改善され「下で落下、AとBで左右回転」になり、また操作性そのものも向上している。この作品ではブロックの配色は単色のみ（操作中のテトリミノのみ色違い）になった。欧米では発売されず、『TETRIS 2』のタイトルは後述の『テトリスフラッシュ』が冠している。
「テトリス」の1人用モードは持久モードとステージモードの他に、時々下から灰色のブロックがせり上がってくるモードがある他、2人対戦モードも収録。「ボンブリス」はコンテストモードとパズルモードの他、オリジナル問題が作成出来るコンストラクションモードを搭載。
開発はチュンソフト。制作には宮本茂、遠藤雅伸がチューニングに携わっている他、プログラミングはチュンソフトの社長であった中村光一が自ら担当していた。同社開発のドラゴンクエストシリーズ同様に音楽をすぎやまこういちが担当しており、そのためBGMはドラクエ風のサウンドになっている。
1992年12月18日 『スーパーテトリス2+ボンブリス』 スーパーファミコン：BPS
ファミコン版をベースに、ボンブリス側にも対戦モードが追加された。BGMは一新されている。
1993年9月21日 『テトリスフラッシュ』  ファミコン：任天堂
テトリスの名は冠しているが、ルールが大幅に異なるため、実質的に別ゲームである。欧米ではこちらが『TETRIS 2』として発売された。
1993年12月24日 『テトリス武闘外伝』 スーパーファミコン：BPS
対戦に特化した作品。ブロックの取り合いや必殺技がある。必殺技の有無、連鎖モードの有無が選べる。
1994年1月21日 『スーパーテトリス2+ボンブリス 限定版』 スーパーファミコン：BPS
ボンブリスのコンテストモード・パズルモードのステージが入れ替えられた。
1994年6月14日 『テトリスフラッシュ』 ゲームボーイ：任天堂
ファミコン版の移植。欧米では『TETRIS 2』の名前で発売された。
1994年7月8日 『テトリスフラッシュ』 スーパーファミコン：BPS
ファミコン版を元にした移植だが、グラフィックとBGMは一新。欧米では『TETRIS 2』の名前で任天堂より発売された。
テトリスフラッシュのアーケード版も制作され、ロケテストまで行われたが正式発売には至っていない。
1994年12月16日 『スーパーテトリス3』 スーパーファミコン：BPS
ステージモードと持久モード、回転することでミノの色が変わり同色でそろえることでその色のブロックが消える「マジカリス」、ボンプリスの続編といえる「スパークリス」もプレイできる。新しさを取り入れつつも原点回帰的で、イメージとしてもファミコン版テトリスを意識したらしく、BGMの流用・アレンジが多い。
1995年8月25日 『V・テトリス』バーチャルボーイ：BPS
1995年 『テトリスプラス』 アーケード：ジャレコ
エンドレス型の他、ラインの消去を繰り返し、画面内を動くキャラクターを一番下まで下ろすとステージクリアとなるパズルモードを搭載。
1996年3月29日 『テトリスX』 PlayStation：BPS
持久モードと多人数対戦モードのみだが、高レベルにおいての落下速度が上がっている。多人数対戦モードは「テトリス武闘外伝」のキャラクターが流用されている。
1996年8月30日 『テトリスプラス』 セガサターン：ジャレコ
1996年9月6日 『テトリスプラス』 PlayStation：ジャレコ
1996年12月27日 『テトリスプラス』 ゲームボーイ：ジャレコ
1996年12月27日 『テトリスS』 セガサターン：BPS
ブロックの色・向きはセガ製「テトリス」準拠となっており、クラシックモードはアーケード版セガ製「テトリス」のアレンジ移植であり、背景が一新されBGMが新たにアレンジされている。この他、CPUや2Pとの対戦モードが収録され、対戦モードは相手を直接攻撃するのではなく、多くのラインを消す事により一定時間相手のブロックの落ちるスピードが速くなるというシステムになっている。本作には「セガール」という、紫色の猿のキャラクターが登場している。
1996年『TETRIS BOX』 X-55：タイトー
家庭用通信カラオケ機「X-55」の配信ゲームの1つ。1人用モードと2人用対戦モードが遊べた。1人用モードでは画面演出として4匹のリスが登場し、プレイ状況に応じて様々なリアクションを披露。2人用対戦モードは消したブロックを相手側に送るというオーソドックスな物。
1997年 『テトリスプラス2』 アーケード：ジャレコ
キャラクターが触れると動けなくなる電撃と泡のトラップ、キャラクターが触れると即ゲームオーバーになるトゲのトラップがパズルモードに登場。テトリミノが回転するとき、地形に引っかかる場合は回転補正が行われる。ただし横方向のみに補正が行われるため壁登りはできない。
一人用モードは文字を集めてキーワードを完成させるかダブル以上で消すことにより背景の絵をすべてめくることでボーナスが得られ、フィールドが初期化される。
1998年10月21日 『テトリスDX』ゲームボーイ/ゲームボーイカラー：任天堂
ゲームボーイカラー本体と同時発売。地形に引っかかる際の回転補正が特殊なため、それを利用して壁を登るという大道芸が可能。
従来のゲームボーイ版に対し、画面をカラー化して視認性を向上し、テトリミノの横移動の速度が上がったため、操作性が大幅に改善されている。
一人用モードは無限に続く「MARATHON」、3分以内に得点を稼ぐ「ULTRA」、40ライン消すまでの時間を消す「40LINES」、コンピューターと対戦する「VS.COM」の4種類が用意されている。
1998年11月13日 『テトリス64』 NINTENDO 64：アムテックス / セタ
突然、巨大なピースが落ちてくるギガテトリス、耳たぶから心拍数を検出するバイオセンサーを用いたバイオテトリスというオリジナルモードを収録。心拍数が低い時は特殊なブロックが多く出現する。プレイヤーの脈拍の上下がゲームに影響を与えるモードとなる。
1998年11月『マジカルテトリスチャレンジ featuring ミッキー』アーケード：カプコン
ディズニーのミッキーマウスを起用したキャラクター物。対戦に特化した作品。テトリミノが立った状態で出現するのが大きな特徴。
1998年11月20日 『マジカルテトリスチャレンジ featuring ミッキー』NINTENDO64：カプコン
アーケード版と同時開発された。
1998年12月23日 『テトリス4D』 ドリームキャスト：BPS
4人同時対戦プレイ可能。
1998年 『テトリス ザ・グランドマスター』 アーケード：アリカ/カプコン
高難度がウリのテトリス。特に「TGM」と略称される。最高速時にブロックが出現した瞬間に一番下まで落下する「20G」の概念を取り入れる。この20Gを克服する為の回転補正が『テトリスDX』ぶりに復活（ただし補正ルールは異なり、地形を登る事は出来ない）。以降のシリーズ作品では更に高難度化が進んだ。
1999年1月7日 『ザ ネクスト テトリス』 PlayStation：BPS
連鎖消しの要素を加えられている。
1999年3月18日 『マジカルテトリスチャレンジ featuring ミッキー』 PlayStation：カプコン
前述で示したライセンス元による「『テトリス』の商品化は1プラットフォームに1社」の方針により、「PlayStation版『テトリス ザ・グランドマスター』を間接的に発売中止に追い込んだ」と言われることがあるタイトル。
1999年11月12日 『テトリスアドベンチャー すすめミッキーとなかまたち』ゲームボーイカラー：カプコン
マジカルテトリスチャレンジと同様にミッキーマウスを起用しているが、内容はキャラクター達が出す問題を解く"詰めテトリス"。
1999年12月16日 『ザ ネクスト テトリス デラックス』 PlayStation：BPS
『ザ ネクスト テトリス』と通常の『テトリス』が同時収録されたセット版。

### 2000年代
2000年7月19日 『SuperLite1500シリーズ ザ・テトリス』 PlayStation：BPS/サクセス
2000年8月10日 『テトリス with カードキャプターさくら エターナルハート』 PlayStation：アリカ
少女漫画・アニメ『カードキャプターさくら』のキャラクターを起用。
アリカの開発したTGMシリーズのシステム（回転法則やIRSなど）が一部導入されている。
フィールド内にあらかじめ配置された7つのプリズムミノを消すことが目的の面クリア型のストーリーモードをメインとしており、ゲーム性はセガの『フラッシュポイント』に近い。
このストーリーモードのシステムは後のTGM3のSAKURAモードとして継承されている（モード名もこの「さくら」に由来する）。
一定条件でアイテムミノが降ってくる対戦モードも搭載。
2000年10月 『テトリス ジ・アブソリュート ザ・グランドマスター2』『テトリス ジ・アブソリュート ザ・グランドマスター2 PLUS』 アーケード：アリカ/彩京 PlayStation 2：発売中止
メーカーの予想を上回る売り上げを記録したため、2000年12月に導入店舗とユーザーへの還元としてほとんどの基板が『PLUS』に無償アップグレードされた。そのため、『PLUS』でないバージョンを見かけることはほとんどない。特に「TA」「TAP」と略称される。続編の『テトリス ザ・グランドマスター3 -Terror Instinct-』がテトリス#ガイドラインの影響を受けてゲーム性が大きく変化しているため、続編発売後もこのバージョンを好むプレイヤーが多く、続編と並行稼動させているゲームセンターもある。
前作『ザ・グランドマスター』より高速になるMASTERモード。初心者向け救済アイテムが出る、LV300で終了となるという違いがあるNORMALモード。そして広いフィールドを2人でプレーするDOUBLESモードを搭載。『PLUS』ではそれに加え、最初からMASTER後半の速度 (20G) でいきなりブロックが落下する超上級者向けのT.A.DEATHモード、前作と同じ速度だが下部よりブロックのせり上がりが起こるTGM+モードを追加で搭載された。
また、PS2版も開発されていたが、諸般の事情で発売中止になった
2000年11月23日 『セガテトリス』 アーケード、ドリームキャスト：セガ
通称新セガテトリス。
「前ブロック固定→次ブロック出現までの待機時間の減少」（アーケードでは初）や、「スプリット（シングルの2回同時消し）」「ワン・ツー（シングル・ダブルの同時消し）」という独自のフィーチャーを導入。ドリームキャスト版はキャラクターが追加され、CPUとの対戦モードなどが追加されたアレンジ移植となっている。さらにUFOキャッチャーのミニゲームで、キャラクターを増やしたり色を変える事が出来るようになる。
2002年3月21日『ポケモンショックテトリス』 ポケモンミニ：ポケモン
ペントミノが登場、本体を叩くとピース左右反転、一度に4列以上揃えるとポケモンゲットなど独自のフィーチャーが加えられている。
タイトルに『ポケモンショック』とあるが、1997年に同作のアニメ版で発生した同名の事件とは無関係である。
2002年4月18日 『テトリス』 ワンダースワン、ワンダースワンカラー両対応：ヴァンガード
ワンダースワンの縦画面モードでプレイする。国内では初のテトリス#ガイドライン対応ゲーム。
2002年4月26日 『テトリスワールド』 ゲームボーイアドバンス：サクセス
「世界初のガイドラインに対応したテトリス」の日本国内版。通常のテトリスのほか、複数のモードを搭載しているが、得点の概念がどのモードにも導入されていないほか、インフィニティに加えて回転ボタンの連射を導入していたことから、プレイヤーの強い不評を受けている。
2002年11月14日 『テトリスワールド』 Xbox：サクセス
2002年12月20日 『テトリスワールド』 ニンテンドー ゲームキューブ：サクセス
2003年11月28日 『みんなのソフトシリーズ テトリス アドバンス』 ゲームボーイアドバンス：サクセス
ゲームオーバーになるまで永遠に続くエンドレスモード、時間内にできるだけ得点を稼ぐタイムアタックモード、課題をクリアするチャレンジモードを搭載。チャレンジモードの課題を全てクリアすると、落下速度が20GのADVANCEモードが出現する。『TGM』シリーズ以外で初めて（隠しモードとして）20Gモードを搭載した作品だが、チャレンジモードの一部の課題のクリアが非常に困難であるためあまり知られていない。
2003年12月18日 『SuperLite2000 パズル テトリス〜キワメミチ〜』 PlayStation 2：THQ/サクセス
2003年 『TETRIS 2002』 携帯電話ゲーム（NTTドコモ）：ジー・モード
TETRIS 2002（2002年版のガイドライン）に準拠したゲーム。通常のテトリスの他に、連鎖が起こる「カスケード」と、表示されている線の上でラインを消したときのみ得点が入る「ホットライン」を搭載。
2003年 『TETRIS BLUE』 携帯電話ゲーム：ジー・モード
ゲーム内容はTETRIS 2002と同じ。NTTドコモ以外ではこの名前で発売されている。
2003年 『TETRIS RED』 携帯電話ゲーム：ジー・モード
通常のテトリスと「スティッキー」モードを搭載。スティッキーモードでは複数の色で構成されたテトリミノが登場し、これを置くと色ごとに分離・落下する。一番下のラインを消すとレベルクリアになる。
2004年6月 『TETRIS BATTLE』 携帯電話ゲーム：ジー・モード
ネットワーク通信を使い、他のプレイヤーとの擬似対戦を行う。2分以内に相手よりも高い得点を得ることが目的。ラインを沢山消すと、消すことのできない邪魔ブロックを相手に送り、フィールドを狭くすることができる。ゲーム終了後は自分のプレイ内容がサーバーに保存され、他のプレイヤーがゲームをする際に対戦相手となって現れる。
2004年6月 『テトリス〜キワメミチ〜』 アーケード：サクセス
PS2で発売されていた同名タイトルのアーケード版。
2005年3月 『テトリス ザ・グランドマスター3 -Terror Instinct-』 アーケード：アリカ/タイトー
特に「TI」と略称される。ゲーム開始時に従来の『TGM』の操作感に近いクラシックルールと、テトリス#ガイドラインに従ったワールドルールを選択できる。
前作のNORMALモードに相当するEASY、素早くブロックを積んで段位を競うMASTER、TA.DEATH以上の超高速ゲームSHIRASEに加え、面クリア型のSAKURAモードが搭載された。また、基板にプレイヤーのデータを登録でき、MASTERでは本格的な段位認定が行われるようになった。
2005年12月10日 『テトリス ザ・グランドマスター エース』 Xbox 360：AQインタラクティブ
家庭用で完全な20Gを体験出来る初の作品。Xbox Liveを使ったオンライン対戦や昇段審査などが可能になっている。
2006年4月27日 『テトリスDS』 ニンテンドーDS：任天堂
6種類のモードを収録し、マリオなどの任天堂ゲームキャラクターが登場する。ワイヤレス通信で10人まで対戦可能、ニンテンドーWi-Fiコネクション対応。『TGM』シリーズ以外で、通常のモード内（スタンダード）に初めて20Gを搭載した。
2006年 『TETRIS BLACK』 携帯電話ゲーム：ジー・モード
TETRIS 2005（2005年版のガイドライン）に準拠。レベル15を目指す「TETRIS」、40ライン消すまでの時間を競う「40LINES」、2分間にできるだけラインを消す「ULTRA2min」（他のゲームとは異なり得点は意味がない）、永遠にレベル15でプレイし続ける「BLACK」の4種類のモードを搭載。前述の「SUPER T-SPIN」システムが搭載されている。今作以降のジー・モードのテトリスシリーズは全てこのゲームがベースとなっている。
2006年 『TETRIS GOLD』 携帯電話ゲーム：ジー・モード
TETRIS 2005（2005年版のガイドライン）に準拠。レベル15を目指す「TETRIS」と、10問のミッションを連続でクリアしていく「MISSION」を搭載。
2006年 『TETRIS GREEN』 携帯電話ゲーム：ジー・モード
レベル15を目指す「TETRIS」と、4x4のサイズの正方形を作って消すことが目的の「SQUARE」モードを搭載。1種類のテトリミノだけで正方形を作ると、高得点を得られる。
2006年9月13日 『テトリス』 iPod： エレクトロニック・アーツ
テトリミノが電源パターンに従って出現することや、ホールド機能が搭載されていないこと、T-SpinがBack to Backの判定対象でない・回転補正を使うとT-Spinが判定されずT-Spinトリプルが存在しないなど、他のガイドライン対応ゲームとは異なる点が多い。
2006年9月28日 『セガエイジス2500シリーズ Vol.28 テトリスコレクション』 PlayStation 2：セガ（開発協力：エムツー）
2006年版のルールに準拠した最新バージョン『テトリス:ニューセンチュリー』に加え、『テトリス（セガ・システム16版・SYSTEM-E版）』、『フラッシュポイント』、『ブロクシード』といったセガが過去に発売した『テトリス』系アーケードゲーム3作を、家庭用ゲーム機で初めて、なおかつ完全移植している。アーケードおよびドリームキャストで発売された『セガテトリス』は収録されていない。
ボーナスタイトルとして、お蔵入りとなったメガドライブ版『テトリス』と『フラッシュポイント』や、Cボード版・システム16版『ブロクシード』も収録。
『テトリス:ニューセンチュリー』は、横移動の速度が他のガイドライン対応ゲームよりも速い（アーケード版テトリスおよび『TGM』シリーズとほぼ同じ速さ）。また、T-Spinの判定方法はiPod版テトリスと同じであるためT-Spinトリプルは本作には存在しない。
2007年 『TETRIS CRYSTAL』 携帯電話ゲーム：ジー・モード
TETRIS BLACKと同じ「TETRIS」「ULTRA2min」の他に、決まったテトリミノを使って全消しするとクリアになる「PUZZLE」、TETRIS BATTLEと似たルール（ただし妨害はできない）でコンピュータと対戦する「VS MASTER」が搭載されている。
2007年5月17日 - 10月22日 『テトリスオンライン』（ベータ版） Microsoft Windows：テトリスオンライン・ジャパン / ガンホー・オンライン・エンターテイメント
2007年5月17日にテトリスオンライン・ジャパンが発表した最新タイトルで、一人用モード・コンピュータ対戦モード・オンライン対戦モードが存在する。6月にクローズドベータテストを行い、7月31日から10月22日までオープンベータテストを行った。T-Spinトリプルは本作で復活。クローズドベータ版の時はキー配置の変更ができなかったが、オープンベータ版で変更可能になった。横移動の速度が遅いなど、操作性の面に関して不評の声が見られる。NEXTブロックの表示が2つしかない、ブロックの偏り補正が採用されていない、連続でラインを消すと攻撃力が上がる（RENと呼ばれる）など、他のガイドライン対応ゲームとは異なる点もある。
2007年7月 『TETRIS BLACK RANKING』 携帯電話ゲーム：ジー・モード
TETRIS BLACKを全国ランキングに対応させたバージョン。4種類全てのモードが全国ランキングに対応している。
2007年7月28日 『みんなのテトリス』 （専用ハード）：エポック社
汎用のゲーム機ではなく、ソフトと一体化したテトリス専用のハードをテレビのAV端子に直接接続してプレイするテレビ玩具の一種。
2007年10月23日 - 2008年7月10日『テトリスオンライン』 Microsoft Windows：テトリスオンライン・ジャパン / ガンホー・オンライン・エンターテイメント
『テトリスオンライン』の正式バージョンだが、ベータ版とはゲームシステムは大きく異なる。初期状態でのNEXT表示は1つだけ、ホールドは1ゲームにつき5回までの回数制限があり、他のゲームとは大きく内容が異なっている。基本プレイ料金が有料（一定期間は60分または120分無料）で、この他にNEXTブロック表示数を6つにするアイテムやホールドを無制限に使えるアイテムなどが販売されていた。ゲーム内で稼いだポイント（テトリスポイント、略称TP）を使ってNEXTやホールド回数、横移動速度、下ボタンを押したときの落下速度を増やしたり、テトリミノの偏りを減らしたり、ゲーム画面の見た目の変更ができるが、NEXTを6つにしたりホールドを無制限にするには課金が必要であった。また操作性やルール変更は自分にだけ適用される（他の使用者と操作性が違っていてもそのままゲームが行われるし、他の使用者が操作性やルール変更を行っているかどうかを知ることもできない）。この課金システムは、NEXT表示やホールドなどの基本システムにも課金するという内容や、対戦では不公平が生じるといった不評の声が多く見られる。2008年5月27日に新しいバージョンが開始されてからもしばらく運営は続けられたが、2008年7月10日のメンテナンスで新バージョンに統合され、事実上終了している。
2007年 『TETRIS DIAMOND』 携帯電話ゲーム：ジー・モード
TETRIS BLACKと同じ「TETRIS」、ダイアモンドブロックと呼ばれる特殊なテトリミノを使ってラインを消すと倍の得点が得られる「DIAMOND」、2分以内にダイアモンドブロックなどを使ってできるだけ得点を稼ぐ「DIA.2min」、TETRIS CRYSTALよりも簡単な問題が減って難しくなった「PUZZLE」が搭載されている。
2008年5月27日 - 2011年7月5日『テトリスオンライン』Microsoft Windows：テトリスオンライン・ジャパン
ガンホー・オンライン・エンターテイメント社が運営していた旧テトリスオンラインとは別に、テトリスオンライン・ジャパン社が自ら運営するパズルゲームポータルサイト。パソコンにインストールする多人数対戦型テトリスの他に、1人用のFlashゲームも配信している。
一部プレミアム会員専用化に伴い一般会員からの評判は悪くなっていた。
2011年6月14日に7月15日15時00分をもって全サービスを終了することを発表した。その後、7月1日正午ごろにサービスが停止し、そのまま再開されることはなかった。7月5日にガンホー・オンライン・エンターテイメント社のニュースページに予定日を前倒ししてサービスを終了したことが発表された。
『みんなでテトリス』Microsoft Windows：テトリスオンライン・ジャパン
単に「テトリスオンライン」と言った場合は主にこのゲームを指すことが多い。旧バージョンに似た多人数対戦型テトリスだが、基本プレイ料金が無料になり、初期状態でもNEXTが3つあったり、ホールドが無制限に使えたり、テトリミノの偏り補正が他のゲームと同じものになっているなど、他のゲームに近い仕様になっている。テトリスポイントを使って操作性やルールや見た目を変更できる機能は健在であるが、そのシステムを使用できないクラスが新設されている（ただし平均プレイ速度が一定の基準を下回っているプレイヤーのみ）。本作では一人用モードが縮小され、一日につき一種類のモードしかプレイできなくなった(ただし「テトリスプレミアム会員」になると3種類全てのほか「ほりテト」も出来る)。しかし、2009年10月頃に行われたアップデートでの仕様変更により一人用モードが完全に「テトリスプレミアム会員」限定のモードとなった。サービス開始当初、このゲームのみロジャー・ディーンのデザインした「T字型の枠にTETRiSをあしらったロゴ」を使用していなかったが、現在はTETRiSのロゴに変更されている。
『テトリス2008』Flashゲーム：テトリスオンライン・ジャパン
「みんなでテトリス」のシステムをベースとしたFlashゲーム。ユーザー登録をしていなくても約10分間だけ体験プレイが可能。25ライン以上消すことが目的のステージクリア型で、内容はテトリスDSのステージクリアに似ている。操作方法はファミコン版に似ているが、ライフの概念はなく、一回詰みあがればその場でゲームオーバーとなる。なお、このゲームを含む全てのFlashゲームは操作方法の変更ができず、操作性も「みんなでテトリス」より劣る。このゲームのみ、回転補正を使うT-SpinがT-Spin扱いにならない。
『テトリススプリント』Flashゲーム：テトリスオンライン・ジャパン
できるだけ早く40ライン消すことが目的。マウス操作に対応しており、マウスを使用するとキーボードよりも非常に早く横移動が可能だが、ハードドロップを使用できないという弱点もある。
『テトリスダッシュ』Flashゲーム：テトリスオンライン・ジャパン
制限時間2分以内にできるだけ多くの得点を稼ぐことが目的。T-Spin Tripleでラインを消すと他のゲームよりも大きい得点が得られる。
『テトリスパズル』Flashゲーム：テトリスオンライン・ジャパン
他のFlashゲームとはシステムが異なり、このゲームはキーボードを使用しない。内容はテトリスDSのパズルモードに近い。
『テトリススターダスト』Microsoft Silverlight：テトリスオンライン・ジャパン
旧名『BE@RBRICKテトリス』。40ライン消すとクリアになるタイプのテトリスだが、フィールド内にあるすべての★マークをブロックで隠すと「スターダスト」が発生し、空中に浮いたブロックがすべて下まで落下する。また、テトリスオンラインのゲームで初めてTテトリミノ以外にもスピン判定が付いた。
尚、2009年11月2日付で、「テトリスプレミアム会員」の登録をしていないユーザー登録者は、『テトリススプリント』、『テトリスパズル』、『テトリススターダスト』、『みんなでテトリス』の『みんなで遊ぶ』モード以外で遊ぶことはできなくなった。(『テトリススターダスト』は『BE@RBRICKテトリス』が一時的に有料化したあと、『テトリススターダスト』に改名して再び無料化している)
2008年 『TETRIS 1to3』 携帯電話ゲーム：ジー・モード
TETRIS BLACKなどとほぼ同じ「TETRIS」の他に、1 - 3個のブロックだけで構成された小さいテトリミノを使用するモードを搭載している。小さいテトリミノを使用するモードは、ひたすらラインを消していく「1to3」、1to3モードをベースに2分間で高得点を目指す「1to3 2min」、フィールドに最初から配置されている邪魔ブロックを消しつつ最下段のラインの消去を目指す「DIG 3min」「DIG TRY」の4つのモードがある。ジー・モードのゲームで初めてインフィニティに15回までの回数制限が加えられた。
2008年 『TETRIS検定RANKING』 携帯電話ゲーム：ジー・モード
TETRIS GOLDを元にしたゲームで、10問のミッションをクリアすると全国で何番目にクリアしたかが分かるようになっている。
2008年10月14日『テトリスパーティ』 Wii（Wiiウェア）：ハドソン
通常のテトリスの「マラソン」「コンピュータたいせん」、旗を集めながら人の形をしたキャラクター（クライマー）をゴールまで導く「のぼってブロック」、フィールドの背景に合わせてブロックを置いていく「えあわせブロック」、障害物を避けながらテトリミノを400ライン下のゴールまで導く「コースをすすめ」、小さいフィールドと小さいテトリミノを使ってプレイする「やさしいマラソン」、バランスWiiボードを使ってプレイする「バランスマラソン」「バランスウルトラ」「バランスコンピュータたいせん」などのモードの他、数種類の対戦モードを搭載している。このゲームでは回転補正を使うT-SpinがT-Spin扱いにならないため、T-Spin Tripleが再び消滅した。また、テトリミノ固定後に空き時間がある、ライン消去にかかる時間が他のゲームに比べて長いなど他のゲームとは異なる面もある。
2009年1月『TETRIS LEAGUE』 携帯電話ゲーム：ジー・モード
「ONLINE」モードでは全国のプレイヤーとリアルタイム対戦が可能で、その勝敗に応じてプレイヤーの全国ランキングでの順位が変動する。「vs DATA」モードは過去に発売されたTETRIS BATTLEと似たシステムを用いており、他のプレイヤーの過去のプレイデータと対戦する。「FRIEND」モードではBluetoothを使用して他のプレイヤーとONLINEモードと同じルールで対戦する。
2009年8月『マイミクテトリス』 Flashゲーム：テトリスオンライン・ジャパン
mixiにて公開されているアプリケーションの1つ。内容はテトリスオンライン公式サイトで公開されていた『テトリスダッシュ』とほぼ同じ。テトリスダッシュが有料化したあとも無料で配信が続けられている。
2009年11月1日『TETRIS 永遠の楽しさがここに!』PlayStation Portable（PlayStation Store）：エレクトロニック・アーツ
PSPで初めて発売されたテトリス。12種類のモードを内蔵するほか、他プレイヤーのリプレイを見られる機能も搭載されている。12種類のモードの中で20Gとなるモードが存在する。この作品にもTGM以外で20Gを搭載している。
2009年11月2日『アマガミテトリス 〜七咲逢編〜』 Windows：テトリスオンライン・ジャパン
エンターブレインの恋愛SLG『アマガミ』のキャラクターを起用。
シリーズの第1弾に七咲逢を起用し、開発スタッフの書き下ろしによるオリジナルのシナリオ（七咲の視点）でゲームが展開される。第2弾以降もラインナップされていたが、現在は発売中止となっている。
2009年11月6日『アマガミテトリス 〜森島はるか編〜』
『アマガミテトリス』の第2弾。森島はるかの視点でシナリオが展開される。
2009年11月30日『アマガミテトリス 〜絢辻詞編〜』
『アマガミテトリス』の第3弾。絢辻詞の視点でシナリオが展開される。
2009年12月17日『テトリス・デカリス』 アーケード：セガ
大きなレバーでテトリミノを操作することや、1人用のモードにおけるフィールドが縦7行×横6列しかないなど、従来のテトリスと異なる点が多い。

### 2010年代
2010年2月1日『テトリス検定』Flashゲーム：テトリスオンライン・ジャパン
プレイするにはテトリスオンラインのゲーム内通貨であるテトリスポイントを1000ポイント消費してプレイチケットを購入する必要がある。2010年のガイドライン対応のテトリスで40ラインを消せばクリアのテトリスであるが、スピード、テクニック、パワーの3つの要素からプレイヤーのプレイスタイルが判断され、それに応じて100以上の称号と段位が得られる（公称）。
2010年3月24日『おさんぽテトリス』Flashゲーム：テトリスオンライン・ジャパン
プレイするには1000TPを消費してプレイチケットを購入する必要がある。一定のライン数を消すとレベルが上がる一般的なタイプのゲームであるが、「ブレイクタイム」という特殊なレベルが途中に挿入される。
2010年8月5日『テトリスパーティープレミアム』 ニンテンドーDS、Wii：ハドソン
2008年10月にWiiウェアで配信された「テトリスパーティ」のバージョンアップ版でWiiディスクのパッケージ版とニンテンドーDSの2機種で発売。ニンテンドーDSではすでにテトリスDSが発売されており、DS用のテトリスとしては2作目になる。40ラインタイムアタックモード、「えあわせブロック」のステージエディット機能、「のぼってブロック」「コースをすすめ」のエンドレスモードなどの新要素が搭載される。隠し要素としてボンブリスも搭載。Wii版とDS版によって収録されるモードや対戦人数が異なり、Wii版では23種類のモードを収録して1台のWii本体やWi-Fiで、それぞれ最大4人、6人まで対戦可能で、DS版では19種類のモードを収録して通信対戦ではソフトを持っていない人も一緒に最大8人まででWi-Fiで最大4人まで対戦可能である。日本国外では『Tetris Party Deluxe』の名称で2010年5月25日に発売している。
2011年7月6日『テトリス』PlayStation 3（PlayStation Store）：エレクトロニック・アーツ
PSP版テトリスの内容をベースに、対戦モード数種類を追加したPS3最初のテトリス。日本国外では2011年1月5日から発売していた。
2011年10月20日 『テトリス』 ニンテンドー3DS：バンダイナムコゲームス（開発：ハドソン）
テトリスパーティープレミアムのゲーム内容をベースに、立体視を利用したモード数種類を追加したニンテンドー3DS用のテトリス。北米では『Tetris Axis』の名前で任天堂から同年10月2日に発売、欧州では『TETRIS®』の名前でTetris Onlineから同年10月21日に発売された。
2014年2月6日『ぷよぷよテトリス』 ニンテンドー3DS/Wii U/PlayStation Vita/PlayStation 3：セガ
同じく落ち物パズルゲームである『ぷよぷよ』とのコラボレーション。両方のルールで遊べる他、互いに異なるルールで異種対戦できたり、両作品のルールを混合した「ぷよテトミックス」などが搭載されている。インターネットによる通信対戦も可能であり、同機種同士のほか、同ハードメーカーの機種同士（3DS版とWii版間、PS Vita版とPS3版間）でも、それぞれ対戦が可能。
2014年12月4日『ぷよぷよテトリス』 PlayStation 4/Xbox One：セガ
上記の移植版。
2015年6月10日『テトリス アルティメット』 PlayStation 4/Xbox One/PC：ユービーアイソフト
2017年3月3日『ぷよぷよテトリスS』 Nintendo Switch ：セガゲームス(当時の社名)
上記の移植版。
2018年2月27日『ぷよぷよテトリス』 Microsoft Windows (Steam) ：セガゲームス(当時の社名)
上記の移植版。
2018年11月9日『Tetris Effect』 PlayStation 4 ：Enhance Games
2019年2月14日『TETRIS 99』 Nintendo Switch ：アリカ/任天堂
プレイヤー99人（実際はCPUが穴埋めとして参加）が対戦し、ゲーム内では「テト１」と呼称される最後の一人を目指すバトルロイヤル形式のテトリスがメイン。

### 2020年代
2020年12月10日『ぷよぷよテトリス2』 PlayStation 4・Nintendo Switch・Xbox One：セガ
前述の『ぷよぷよテトリス』の続編。
2024年11月13日『Tetris Forever』 Atari VCS・PlayStation 4・PlayStation 5・Nintendo Switch・Xbox One・Xbox Series X/S：Digital Eclipse
テトリスシリーズのオムニバス。
2024年12月12日 『Tetris』（ファミリーコンピュータ Nintendo Switch Online）Nintendo Switch：任天堂
NES版の移植。
2025年4月4日『TETRIS THE GRANDMASTER4 -ABSOLUTE EYE-』 Steam

## 日本で登場したテトリス系ゲーム（機種別）

### アーケードゲーム
- 1988年 『テトリス』 稼働元：セガ・エンタープライゼス
  - （2015年3月～2020年3月まではセガ・インタラクティブ。以下同様）
- 1995年 『テトリスプラス』 稼働元：ジャレコ
- 1997年 『テトリスプラス2』 稼働元：ジャレコ
- 1998年 『テトリス ザ・グランドマスター』 稼働元：アリカ/カプコン
- 1998年11月 『マジカルテトリスチャレンジ featuring ミッキー』稼働元：カプコン
- 2000年11月 『セガテトリス』 稼働元：セガ
- 2001年 『テトリス ジ・アブソリュート ザ・グランドマスター2（PLUS）』 稼働元：アリカ/彩京
- 2004年 『テトリス〜キワメミチ〜』 稼働元：サクセス
- 2005年3月 『テトリス ザ・グランドマスター3 -Terror Instinct-』 稼働元：アリカ/タイトー
- 2009年12月17日 『テトリス・デカリス』 稼働元：セガ

- コピーゲーム 発売元不明（画面にメーカー名が出ない）
『スペースインベーダー』ブーム時「基本構成はオリジナルと同じだが、オリジナルの改造でなくハード・ソフトとも独自に作ったため、細かい表現は全て異なるコピーゲーム」が多数登場したが、テトリスでもこれが出現している。例を言うと、D.R.korea社のテトリスは、オリジナルと比べ画面表現なども異なり、ブロックの固着が早い、レバー・ボタン入力を時々受け付けないなど、操作性もやや悪い。アーケードゲーム基板は『アルカノイド』の改造。BGMはコナミがMSX2用に製作した、あるゲームから流用したもので、デモ中も無言でなく延々とBGMが鳴る点は、コピー版の特徴の一つである。出典として書籍『ザ・ベストゲーム』（新声社）のテトリスのページにて、画面写真などを確認することができる。

### パソコンゲーム
- 1988年 『テトリス』 発売元：BPS（PC-9801版・PC-8801以降版（当時としては珍しく無印対応だった）・PC-88VA版・X1版・X68000版・FM77AV版・FMR版・MSX2版）
- 2005年以降 『テトリスオンライン』 発売元：テトリスオンライン・ジャパン
- 2015年6月10日『テトリス アルティメット』 発売元：ユービーアイソフト
- 2019年7月23日 『TETRIS EFFECT』 発売元：エンハンス/Epic Games
- 2020年1月20日 『Tetris Effect: Connected』 発売元：エンハンス/Microsoft
  - 『Tetris Effect』にマルチプレイヤーモードを追加した拡張移植版。

### 任天堂製ハード

#### ゲーム&ウオッチ
- 『テトリスJr.』（発売中止） 発売元：任天堂

#### ファミリーコンピュータ
- 1988年12月22日 『テトリス』 発売元：BPS
後に欧米で任天堂から発売されたNES版『Tetris』（後述）とは別内容。
- 1991年12月13日 『テトリス2+ボンブリス』 発売元：BPS
- 1993年9月21日 『テトリスフラッシュ』 発売元：任天堂
欧米では本作『フラッシュ』を『TETRIS 2』として発売（上記『2+ボンブリス』とは別内容）。

#### スーパーファミコン
- 1992年12月18日 『スーパーテトリス2+ボンブリス』 発売元：BPS
- 1993年12月24日 『テトリス武闘外伝』 発売元：BPS
- 1994年1月21日 『スーパーテトリス2+ボンブリス 限定版』 発売元：BPS
- 1994年7月8日 『テトリスフラッシュ』 発売元：BPS
- 1994年12月16日 『スーパーテトリス3』 発売元：BPS

#### バーチャルボーイ
- 1995年8月25日 『V・テトリス』 発売元：BPS

#### NINTENDO64
- 1998年11月13日 『テトリス64』 発売元：アムテックス / セタ
- 1998年11月20日 『マジカルテトリスチャレンジ featuring ミッキー』発売元：カプコン

#### ニンテンドーゲームキューブ
- 2002年12月20日 『テトリスワールド』 発売元：サクセス

#### Wii
- 2008年10月14日 『テトリスパーティ』 配信元：ハドソン
- 2010年8月5日 『テトリスパーティープレミアム』 発売元：ハドソン

#### Wii U
- 2014年2月6日 『ぷよぷよテトリス』 発売元：セガ

#### Nintendo Switch
- 2017年3月3日『ぷよぷよテトリスS』 発売元：セガゲームス（当時の社名）
- 2019年2月14日『TETRIS 99』 発売元：任天堂（開発協力：アリカ）
- 2020年12月10日『ぷよぷよテトリス2』 発売元：セガ

#### ゲームボーイ
- 1989年6月14日 『テトリス』 発売元：任天堂
- 1994年6月14日 『テトリスフラッシュ』 発売元：任天堂
- 1995年3月17日 『スーパーボンブリス』 発売元：BPS
- 1996年12月27日 『テトリスプラス』 発売元：ジャレコ

#### ゲームボーイカラー
- 1998年10月21日 『テトリスDX』発売元：任天堂
- 1999年11月12日 『テトリスアドベンチャー すすめミッキーとなかまたち』 発売元：カプコン
- 1999年12月10日 『スーパーボンブリス デラックス』 発売元：BPS

#### ゲームボーイアドバンス
- 2002年4月26日 『テトリスワールド』 発売元：サクセス
- 2003年11月28日 『みんなのソフトシリーズ テトリス アドバンス』 発売元：サクセス

#### ニンテンドーDS
- 2006年4月27日 『テトリスDS』 発売元：任天堂
- 2010年8月5日『テトリスパーティープレミアム』 発売元：ハドソン

#### ニンテンドー3DS
- 2011年10月20日『テトリス』 発売元：バンダイナムコゲームス（当時の社名）
- 2011年12月28日『テトリス』（バーチャルコンソール版） 配信元：任天堂
- 2014年2月6日『ぷよぷよテトリス』 発売元：セガ

#### ポケモンミニ
- 2002年3月21日 『ポケモンショックテトリス』 発売元：ポケモン

### ソニー・コンピュータエンタテインメント製ハード

#### PlayStation
- 1996年3月29日 『テトリスX』 発売元：BPS
- 1996年9月6日 『テトリスプラス』 発売元：ジャレコ
- 1999年1月7日 『ザ ネクスト テトリス』 発売元：BPS
- 1999年3月18日 『マジカルテトリスチャレンジ featuring ミッキー』 発売元：カプコン
- 1999年12月16日 『ザ ネクスト テトリス デラックス』 発売元：BPS
- 2000年7月19日 『SuperLite1500シリーズ ザ・テトリス』 発売元：BPS/サクセス
- 2000年8月10日 『テトリス with カードキャプターさくら エターナルハート』 発売元：アリカ
- （発売中止）『テトリス ザ・グランドマスター』 発売元：アリカ
ザ・テトリス・カンパニーによる「『テトリス』の商品化は1プラットフォームにつき1社のみ」とする#ライセンスの方針により発売中止を余儀なくされた。

#### PlayStation 2
- 2003年12月18日 『SuperLite2000 パズル テトリス〜キワメミチ〜』 発売元：サクセス（開発元：THQ）
- 2006年9月28日 『セガエイジス2500シリーズ Vol.28 テトリスコレクション』 発売元：セガ（開発協力：エムツー）
- （発売中止）『テトリス ジ・アブソリュート ザ・グランドマスター2』 発売元：未定

#### PlayStation 3
- 2011年7月6日 『テトリス』 配信元：エレクトロニック・アーツ
- 2014年2月6日 『ぷよぷよテトリス』 発売元：セガ

#### PlayStation 4
- 2014年12月4日 『ぷよぷよテトリス』 発売元：セガ
- 2015年6月10日『テトリス アルティメット』 発売元：ユービーアイソフト
- 2018年11月9日 『TETRIS EFFECT』 発売元：エンハンス

#### PlayStation Portable
- 2009年11月1日 『TETRIS 永遠の楽しさがここに!』 配信元：エレクトロニック・アーツ
- PSP goの発売にあわせ、ダウンロード販売による形式で配信。

#### PlayStation Vita
- 2014年2月6日 『ぷよぷよテトリス』 発売元：セガ
- 2015年6月2日『テトリス アルティメット』 発売元：ユービーアイソフト - 日本未発売

### セガ製ハード

#### メガドライブ
- 『テトリス』（発売中止） 発売元：セガ
1989年4月15日にリリース予定であったが、先述した#ライセンス関連に伴う諸般の事情により、発売直前で発売中止を余儀なくされた。
後に、PS2用ソフト『セガエイジス2500シリーズ Vol.28 テトリスコレクション』（2006年9月28日発売）に完全移植形式で収録。
また、2019年9月19日に発売のゲーム機メガドライブ ミニにも収録された[18]。ただし、この版はキービジュアル[注釈 5]こそ発売中止となったMD版（のパッケージに採用される予定だった画像）そのものを使用しているが、それの収録ではなく、アーケード版の基板からデータを取り込み、「当時のメガドライブだったらこういう方法で移植しただろう」と考えて制作された新規(移植)作である[19]。
- 『俄羅斯方塊』(上記の海賊版)
メガドライブ版発売中止から間もない1989年中頃より、秋葉原を中心とする「一部地域」で出回り始めた海賊版[20][21]。
パッケージのイラストはゲームボーイ版をそのまま流用し、パッケージタイトルはテトリスの中国語版タイトルである『俄羅斯方塊[注釈 6]』[20]の他、ゲームボーイ版パッケージロゴを改変した『テテトリス』も用いられていた[22]。タイトル画面の表記は「Tetris」であるが、ゲーム起動後のセガロゴはモザイクのようにぼかされたもの[21]となっており、タイトル画面のセガロゴも正体不明のソフトハウスのコピーライト表記により上書きされた形になっている[20]。
俄羅斯方塊は一般的には「何らかの経路により流出したメガドライブ版を違法にコピーしたものが元となり、プログラム内の開発者名を改編した上で、香港[21]、台湾[20]または中国本土[23]でROMカセットの密造が行われていた」とされており、1990年代中盤に日本国内のin1カートリッジ（英語版）の卸売業者の拠点が摘発されたことで、表立った流通は終息したとされている[21]。日本での最終的な総販売本数は不明であり、海賊版であることから地方都市の中古ソフト販売店では再流通しにくいものであったが、1990年代の日本のコアなセガマニアの間では、俄羅斯方塊は秋葉原に行ってでも購入すべきマストアイテムとして評価されたという[20][21]。
アーケード版と比較すると「ブロックがくっつきやすい（画面端で回転ができない）[20][23]」、キーレスポンスが若干劣る上にブロック着地後の判定も若干異なる[20]といった相違点がある事から、アーケード版の感覚でプレイするとやや遊びにくいという評があり、同時期に流出して若干数が流通したとされる「本物のメガドライブ版」を入手しなければ厳密な比較は不能である[20]という見解も存在していたが、2006年のPS2版の発売後のメガドライブ版の比較検証により、メガドライブ版と俄羅斯方塊はほぼ同じ特徴の操作性を持つバージョンである事が確認されている[24]。
2019年発売のメガドライブミニ版は、「アーケード版を目コピーで再移植した」と形容される新開発バージョン[25]であり、俄羅斯方塊を含むメガドライブ版の操作性を大きく改善して遊びやすくしたものとなっている[23]。
なお、メガドライブミニ版発売後の2021年には俄羅斯方塊に関する新たな証言が登場しており、俄羅斯方塊は昭和末期の日本市場における慣習であった「正式版発売前に流通業者が末端小売店に持参する販促資料であるサンプルROM」が違法にコピーされたものである可能性が示唆されている。メガドライブ版サンプルROMをプレイした経験のある販売店員によると、俄羅斯方塊の内容はサンプルROMと全く同じものであったという[26]。

#### セガサターン
- 1996年8月30日 『テトリスプラス』 発売元：ジャレコ
- 1996年12月27日 『テトリスS』 発売元：BPS

#### ドリームキャスト
- 1998年12月23日 『テトリス4D』 発売元：BPS
- 2000年11月23日 『セガテトリス』 発売元：セガ

### マイクロソフト製ハード

#### Xbox
- 2002年11月14日 『テトリスワールド』 発売元：サクセス

#### Xbox 360
- 2005年12月 『テトリス ザ・グランドマスター エース』 発売元：AQインタラクティブ（開発元：アリカ）

#### Xbox One
- 2014年12月4日『ぷよぷよテトリス』 発売元：セガ
- 2015年6月10日『テトリス アルティメット』 発売元：ユービーアイソフト
- 2020年1月20日 『Tetris Effect: Connected』 発売元：エンハンス/Microsoft

#### Xbox Series X/S
- 2020年11月10日 『Tetris Effect: Connected』 発売元：エンハンス/Microsoft

### 携帯電話ゲーム
- 2003年 『TETRIS 2002』 発売元：ジー・モード
- 2003年 『TETRIS BLUE』 発売元：ジー・モード
- 2003年 『TETRIS RED』 発売元：ジー・モード
- 2004年 『TETRIS BATTLE』 発売元：ジー・モード
- 2006年 『TETRIS BLACK』 発売元：ジー・モード
- 2006年 『TETRIS GOLD』 発売元：ジー・モード
- 2006年 『TETRIS GREEN』 発売元：ジー・モード
- 2006年 『TETRIS BLUE ケータイ少女』 発売元：ジー・モード
- 2007年 『TETRIS CRYSTAL』 発売元：ジー・モード
- 2007年 『TETRIS DIAMOND』 発売元：ジー・モード
- 2007年 『TETRIS BLACK RANKING』 発売元：ジー・モード
- 2007年 『テトリス☆ドコモダケ』 携帯電話ゲーム（NTTドコモ）：ジー・モード
- 2008年 『TETRIS 1to3』 携帯電話ゲーム：ジー・モード
- 2008年 『TETRIS検定RANKING』 携帯電話ゲーム：ジー・モード
- 2009年1月『TETRIS LEAGUE』 携帯電話ゲーム：ジー・モード
- 2010年12月『TETRIS GREE LEAGUE』 携帯電話ゲーム：ジー・モード
- 2010年12月『TETRIS Mobage LEAGUE』 携帯電話ゲーム：ジー・モード
- 2011年6月1日 『Disney テトリス1to3』 携帯電話ゲーム：ウォルト・ディズニー・ジャパン

### その他のハード

#### ワンダースワンカラー
- 2002年4月18日 『テトリス』 発売元：ヴァンガード

#### iPod
- 2006年9月13日 『テトリス』 配信元：エレクトロニック・アーツ

#### iPhone/iPod touch
- 2008年 『テトリス』 配信元：エレクトロニック・アーツ
- 2013年 『テトリスモンスター』 配信元：エレクトロニック・アーツ・エイティング

#### Android
- 2013年『テトリス』配信元：エレクトロニック・アーツ

その他、ブロックパズルと称したクローンゲーム多数。

#### シャープ電子手帳
- 1989年 『テトリス』 発売元：BPS
2行及び4行表示機種に両対応

#### その他
- 1989年 『対戦型テトリス』 発売元：トミー（現・タカラトミー）
ボードゲームとして発売。
- 1996年 『ミニ・テトリン』『テトリン55』『ピコリン55』 発売元：ゲームテック
テトリスタイプのキーチェーン型液晶ゲーム。当時のミニゲームブームの立役者の一つとされている。テトリス#ミニテトリス（ピコリン55）を参照。
正式なライセンスを得ておらず、後に出所不明のデッドコピー品や同タイプの亜種が様々登場した。
- 1996年 『テトリスJr.』 発売元：ヒロインターナショナル
上記と同様の形式のミニゲームだが、こちらは正式なライセンス許諾を得て発売されている。当時は電車の中などで高校生がプレイしている姿がよく見受けられた。
- 1998年 『テトリス.com』販売元：ユニオン工業
液晶型のテトリス専用機で、赤外線によって通信対戦が可能。メッセージも送信出来た。
- 2007年7月28日 『みんなのテトリス』 発売元：エポック社
従来のテレビゲームと趣が異なり、テレビのAV端子に直接接続してプレイするスタイルを取っている。
- 2020年10月8日『テトリス ミニ』 発売元：ゲームテック
キーチェーン型液晶ゲーム。正式なライセンス許諾を得て発売されている。[27]

## 日本国外で登場した主なテトリス系ゲーム
- 1987年『TETЯIS』 IBM PC、Commodore 64、Amiga、Apple II、Apple IIGS、Atari ST、Macintosh、ZX Spectrum : スペクトラムホロバイト - 最初に製品化された、アメリカのスペクトラムホロバイトより発売されたパソコン用テトリス。
- 1988年『TETЯIS』 IBM PC、Commodore 64、ZX Spectrum、Amstrad CPC、Amstrad PCW、BBC Micro/Acorn Electron、MSX、Atari ST、Amiga : ミラーソフト - 初期にイギリスのミラーソフトより発売されたパソコン用テトリス。日本で発売されたBPS版とは異なる。発売は1988年以降だが、クレジットでは「© 1987 ANDROMEDA SOFTWARE LTD」「© 1987 MIRROR SOFT LTD」となっている。
- 1988年『TETЯIS』 アーケード : アタリ - ラウンドクリア制で、一定ラインを消すごとにその時点のフィールドの低さに応じたボーナス得点が入り、フィールドがすべて消去された状態（高次ラウンドでは初期配置のブロックがある）で次のラウンドが始まる。日本国内では販売されなかった（並行輸入版が少数流通したが、ライセンス問題によりすべて回収された）が、米国内ではセガ版よりもメジャーである。画面には左右2人分のフィールドが表示されており、2人同時プレイも可能（対戦要素は無い）。また、1人プレイでは空いている側のフィールドに、どの種類のピースがどれだけ落下したのか、棒グラフで表されるようになっており、特定のピースのみに偏っているのではないかとプレイヤーに疑念を抱かせないような配慮も初めてなされた。テトリミノの接地後の「遊び」がなく、ある程度のレベル以上で真ん中付近まで積みあがるとそのまま詰むことも多かった。
- 1988年『VS. TETЯIS』 アーケード（任天堂VS.システム） : アタリ - アーケード向けVS.システムへの移植版。開発はテンゲン（Tengen）。上記アーケード版を元にした移植だが、新たに2人のプレイヤーが1つのフィールド内でそれぞれのテトリミノを同時に操作する協力プレイが搭載されている。
- 1989年『TETЯIS』 Nintendo Entertainment System : テンゲン - NOA（ニンテンドー・オブ・アメリカ）の許諾を得ずに製造し強行販売したが、後に敗訴して販売差し止めとなった。内容は上記VS.システム版を元にしているが、2P側をコンピュータ操作に割り当てた同時プレイ・協力プレイも搭載された。
- 1989年『TETRIS』 Nintendo Entertainment System : Nintendo - 日本で発売されたBPSのファミコン版とは異なる内容。テンゲンのNES版『テトリス』の販売差し止め後に発売された。1人プレイ専用で、持久モードのTYPE-AとステージモードのTYPE-Bを搭載しており、後のゲームボーイ版のシステムの原型となった。しかし、日本国内ではBPSが改めて任天堂からライセンス許諾を受けたため、任天堂版の本作はリリースされずそのままBPSのファミコン版が販売続行となった。テトリミノの接地後の「遊び」が無い実装。
- 1990年『Nintendo World Championships』 Nintendo Entertainment System : Nintendo - アメリカでゲーム大会用に特別制作されたカップリング作品。3本のソフトを1本に収録しており、お題に沿って連続でプレイしてスコアを競う。収録ソフトは『スーパーマリオブラザーズ』、『Rad Racer（ハイウェイスター）』、『テトリス』の3本だが、それぞれお題によってプレイ内容が指定され、時間制限が付いている。
- 1992年『SUPER MARIO BROS. / TETRIS / NINTENDO WORLD CUP』 Nintendo Entertainment System : Nintendo - ヨーロッパで発売されたカップリング作品。3本のソフトを1本に収録しており、上記とは異なりそれぞれのゲーム内容が独立したソフトをタイトル画面で選択する形式。収録ソフトは『テトリス』の他、『スーパーマリオブラザーズ』と『NINTENDO WORLD CUP（熱血高校ドッジボール部 サッカー編の欧米版）』。
- 1994年『Tetris & Dr. Mario』 Super NES : Nintendo - NESの『テトリス』と『Dr.マリオ』を移植し、1本のソフトに収録した。対戦では双方のゲームを順番にプレイするMixed Matchが用意されている。
- 1996年 『Tetris Attack』 Super NES/Game Boy : Nintendo - ザ・テトリス・カンパニーの許諾の元、『テトリス』の名義を借りて発売した『パネルでポン』の日本国外版で、『テトリス』とは全く異なる別ゲーム。登場キャラクターも『スーパーマリオ』シリーズのヨッシーを初めとするキャラクター群に差し替えられている。日本ではヨッシーシリーズのひとつとして『ヨッシーのパネポン』のタイトルでゲームボーイ版のみ発売され、その販促としてスーパーファミコン版がサテラビュー用番組専用ソフトとして配信された。
- 2001年-2002年 『Tetris Worlds』 PC/GBA/Xbox/Gamecube/PS2 : THQ - 後にテトリス#ガイドラインとされるルールを搭載した最初の『テトリス』で、当時の全主要プラットフォームに向けて発売された。PC版とPS2版の開発は米国BPS社が担当している。多様なゲームモードが収録されているが、操作性が悪く、またスコアの概念が存在しない（「現在のレベル」と「あと何ライン消せば次のレベル」という概念しかない）。日本ではPC版を除いたバージョンがサクセスから発売されているが、『SuperLite2000 パズル テトリス〜キワメミチ〜』 が日本のPS2版に該たる。
- 2007年3月19日『Tetris Evolution』 Xbox 360 : THQ - THQジャパンとして日本法人を設立された後だが、ライセンスの都合による兼ね合いから、日本で発売されていなかった。
- 2007年10月3日 『Tetris Splash』Xbox 360 (Xbox Live Arcade) : Tetris Online, Inc./Microsoft Game Studios - 価格は800マイクロソフトポイント。最大で6人までのオンライン対戦が可能。横移動などの操作性が良く、日本では販売されていないものの知名度が高い。
- 2010年5月25日 『Tetris Party Deluxe』Wii：Majesco Games/Tetris Online, Inc/ハドソン
- 2010年5月25日[28][29]『Tetris Party Deluxe』ニンテンドーDS：Majesco Games/Tetris Online, Inc/ハドソン - 日本では『テトリスパーティープレミアム』の名称で2010年8月5日に発売された。ミッションテトリスモードが搭載されていないことや、ボンブリスモードが最初から出現しているなどの差異がある。
- 2014年11月6日『Tetris Ultimate』 ：Nintendo 3DS, PlayStation 4,Xbox One, PlayStation Vita,Microsoft Windows：ユービーアイソフト （Ubisoft）：日本でもPS4/Xbox One/PCで配信されたが、不具合を多く抱えたソフトで配信中止に至り、Vita版は国内未発売となった。

## その他の移植

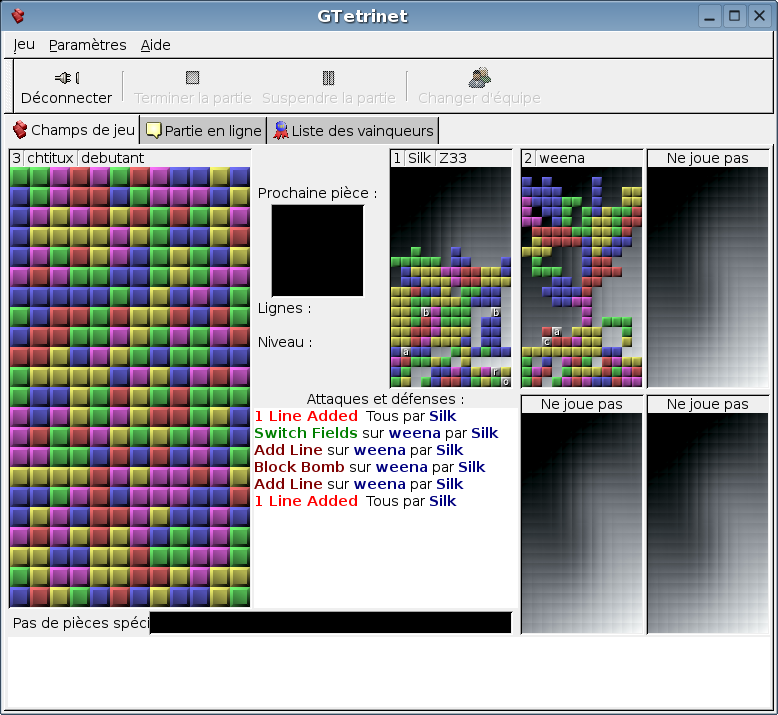
テトリネット

細かな操作性やルールの再現などを除けば、プログラミング難度は『スペースインベーダー』以下であり（『テトリス』では常に一つのキャラクターしか動かないため）、個人の手により無許可で移植・配信されたものは全て把握できないほど無数にある（特に携帯電話・スマホアプリで多く配信されている）。
必要十分な解像度を有し、リアルタイムで表示できるディスプレイ、ユーザが入力できる数種類のボタン類（テトリミノの移動、回転のボタンなど）さえあれば、任意にプログラミング可能なコンピュータ類の全てで『テトリス』を再現可能といってよい。
主な移植作品（クローンゲーム）には、TGMシリーズに類似するゲームシステムを持った『DTET』『Heboris』などのフリーゲームがあるが、どちらも市販品に迫る完成度であったため、現在では権利侵害の可能性が考えられることから双方とも自粛という形で公開を停止している。後者の『Heboris』はYouTubeやニコニコ動画上に多くのプレイ動画が公開されたことがあったが、TGMシリーズの開発元であるアリカが「著作権を侵害している」と主張したことにより、すべてのプレイ動画が削除された。その他にも『Lockjaw』『TetriNET』など様々なフリーソフトまたはオープンソースのテトリスがあるが、これらは現在も公開が続けられている。
また、一時期ゲーメスト誌上で「詰めテトリス」が連載されたことがある。ルールは「与えられたテトリミノを任意の順番で落とし、初期配置のブロック（と、与えられたテトリミノ）をすべて消す」というもの。「（旧）セガテトリスレベル1相当で可能な操作」しか許されておらず、回転入れのパターンも制限されていた（スーパーローテーションによる回転の補正やT-Spin Tripleも使えない）。出題された翌月に正解が掲載された。これもある意味移植作であり、数少ないアナログ移植といえる。

## テトリスのシステムをモチーフにしたゲーム
- 1990年11月20日 『ジョイジョイキッド』 アーケード:SNK
- 1990年『モザイク』アーケード:富貴商会